# П'єрджорджо Колаутті
П'єрджорджо Колаутті (італ. Piergiorgio Colautti, нар. 16 жовтня 1934, Рим, Італія) — сучасний Італійський художник і скульптор, який живе і працює в Римі. Він відомий як засновник своєрідного стилю живопису, який іноді називають «Гіперфутурізм», в якому образні елементи приховані під символами, що відображають холод сучасного технологічного світу.

## Біографія
П'єрджорджо (Піо Джорджо) Колаутті народився в сім'ї скульптора. Після початку Другої світової війни він переїхав до Венето, де почав відвідувати школу дизайну, а також працював і соціалізувався з найбільшими венеціанськими живописцями. Вперше його роботи постали перед публікою під час колективних виставок у Порденоні, Венеції та Местре. Незабаром він взяв участь в експозиціях, які проходили в Анконі і Мачераті, куди він переїхав у 1955 році. У 1958 році Колаутті повернувся до Риму, де він став відвідувати римську школу декоративних мистецтв на Віа Сан Джакомо. У той же час, разом з іншими художниками, Колаутті представив свої роботи на виставці Віа Маргутта.
У Римі його талант був визнаний Альберто Дзівері, який був його вчителем і наставником протягом 5 років. Саме Дзівері підштовхнув П'єрджорджо до ідеї персональної виставки. Його перша персональна виставка відбулася у 1958 році в художній галереї «Ла Скалєтта», в якій найвідоміші художники «римської школи» зробили свій перший вихід «у суспільство». Роботи Колаутті виставлялися у Франції, США, Італії, Канаді, Німеччині, Великій Британії тощо.
Крім малювання картин, Колаутті практикує створення фресок, настінних розписів, літографій і скульптур. Крім того, надихаючись роботами свого іменитого діда, Артуро Колаутті, П'єрджорджо пробує себе в журналістиці. Його статті про суворість життя професійного художника досі публікуються в «Інчучо», малобюджетній італійській версії журналу «People». Крім того, у 1982 році його вірші були опубліковані у збірці віршів під назвою «L'Altra Alternativa».
Його роботи знаходяться в багатьох державних та приватних колекціях в Італії та за кордоном.

## Виставки

### Персональні
- 1962: Академія Святого Луки - Рим
- 1963: Galleria comunale d'arte moderna e contemporanea - Рим
- 1964: Galleria Porfiri - Рим
- 1965, 1967, 1972: Galleria Secolo XIX - Рим
- 1966: Galleria La Scaletta - Рим
- 1968, 1971: Galleria Il Pozzo - Читта-ді-Кастелло
- 1969: Galleria Tritone al Nazareno - Рим
- 1970: Circolo di Cultura Popolare Monte Sacro - Рим
- 1971: Art Gallery "Ponte Sisto" - Рим
- 1973: Galleria d'arte "Il Trifalco" - Рим
- 1976: Expo New York - Нью Йорк
- 1976, 1978: "Circolo Cittadino" - Альба-Адріатіка
- 1978: "Expo Arte Bari" - Барі
- 1978: Palazzo Comunale San Remo - Сан-Ремо
- 1979: Galleria "Magazzeni" - Джуліанова
- 1980: Fiera del Turismo di Stoccarda - Штутгарт, Німеччина
- 1980, 1982: Galleria "Lo Scanno" - Л'Аквіла
- 1981: Galleria d'Arte Contemporanea "Studio C" - Рим
- 1983, 1984: Galleria "La Banana" - Мартінсікуро
- 1983: Galleria Palazzo Comunale Tortoreto - Торторето
- 1985: Galleria "Ghelfi" - Верона
- 1985: Galleria Sistina - Рим
- 1986: Galleria D'Urso - Рим
- 1987: Galleria Comunale Palazzo Esposizioni - Рим
- 1988: Personale Fiera di Roma - Рим
- 1988: Galleria Palazzo Valentini - Рим
- 1989: Castello Cinquecentesco - Л'Аквіла
- 1990: Galleria d'Arte 28 - Рим
- 1991: Galleria Palazzo Camerale Allumiere - Аллум'єре, Рим (провінція)
- 1992: Associazione Friuli nel Mondo - Рим
- 1994: Galleria Palazzo Camerale Allumiere - Аллум'єре, Рим (провінція)
- 1995: Scuola Comunale Allumiere - Аллум'єре, Рим (провінція)
- 1995: Palazzo del Turismo Terminillo - Рієті
- 1996: Palazzo Comunale Tortoreto Lido - Торторето

### Колективні
- 1963: Galleria Sistina - Рим
- 1964: Mostra Nazionale d'Incisione - Кальярі
- 1964: Mostra Mercato Nazionale d'Arte Contemporanea - Рим
- 1964, 1965: Mostra Concorso Arti Figurative - Рим
- 1965: Exhibition of Fiesole - Ф'єзоле
- 1965: Exhibition of Puccini - Анкона
- 1965: Exhibition of Prato - Прато
- 1966: Exhibition of Pittori Romani - Ареццо
- 1966: Galleria D'Urso - Рим
- 1967: Exhibition of ACLI, Galleria Comunale - Рим
- 1967: Galleria Laurina - Рим
- 1967-1972: Permanente Galleria Scaligera - Монтекатіні-Терме
- 1967-1972: Виставка в Читта-ді-Кастелло
- 1969: Виставка в Сальсомаджоре-Терме
- 1969: Виставка італійських художників - Канада
- 1969: Виставка італійських пейзажів - Нью Йорк
- 1969: Collective Contemporary Painters - Авіньйон, Париж, Марсель
- 1969: Biennale d'Arte Contemporanea - Монтеротондо
- 1971: Exhibition of Mario Sironi - Неаполь
- 1971: Collective Contemporary Painters - Fiera Milano - Мілан
- 1971: Національна виставка в Прато
- 1971: Національна виставка в Каваццо-Карніко - Модена
- 1972: Exhibition "Natale oggi" - Рим
- 1972: Esposizione Internazionale Canina - Сан-Ремо
- 1972: Mostra firme celebri - Алассіо
- 1972: Art Gallery "Ponte Sisto" - Рим
- 1972: Виставка в Кортіна-д'Ампеццо
- 1972: Виставка в Ротаракт клубі - Лукка
- 1972: Exhibition of Grafica - Ареццо
- 1972: Виставка в Санта-Маргеріта-Лігуре
- 1977: "Omaggio a San Francesco nel 750 anniversario della morte" - Ассізі
- 1977, 1978: "Festival nazionale d'Arte Grafica" - Салерно
- 1978: Premio "Siena" - Сієна
- 1978: VI Biennale d'Arte Palazzo Reale - Мілан
- 1979: Mostra "Lazio 79" - Рим
- 1979: Mostra "Premio Spoleto" - Сполето
- 1979: Mostra "Premio Norcia" - Норчія
- 1979: Premio "Unicef" - Galleria "Capricorno" - Рим
- 1979: "La donna nell'Arte" - Galleria "Capricorno" - Рим
- 1979: "Arte Giovane, Resistenza, Attualità" - Домодоссола
- 1980: "Arte e Ferrovia" - Болонья
- 1981, 1989, 1992: "Premio Salvi" - piccola Europa - Сассоферрато
- 1982: "Expo di Bari" - Барі
- 1982, 1985: "Expo Tevere" - Рим
- 1984: "Expo Arte" - Барі, Базель і Нью Йорк
- 1983: "III Biennale d'Arte" - Спеція
- 1984: "VI Biennale d Arte Palazzo Reale" - Мілан
- 1985: "VII Biennale d'Arte" - Габрово, Болгарія
- 1985: Premio Santià - Санті
- 1985: Arte e Satira Politica - Габрово, Болгарія
- 1986: Arte e Umorismo nell'Arte - Толентіно
- 1987: "V Biennale d'Arte" - Спеція
- 1988: Mostra Nazionale D'Arte Santià - Санті
- 1990: Festival della Satira Politica - Габрово, Болгарія
- 1991: XV Biennale Internazionale dell'Umorismo nell'Arte Tolentino - Толентіно
- 1992: Triennale Internazionale Scultura Osaka - Осака, Японія
- 1993: Triennale Internazionale Pittura Osaka - Осака, Японія
- 1994: Galleria "Magazzeni" - Джуліанова
- 1995: Galleria d'Arte Contemporanea "Studio C" - Рим
- Quadriennale di Roma[en] - Рим
- Mostra Nazionale Cavasso - Модена
- Mostra (Asta) Finarte - Мілан

## Роботи в музеях

### В Італії
- Omaggio a San Francesco nel 350 della pinacoteca di Assisi
- Museum Ebraico di Arte Contemporanea - Рим
- Museum Agostinelli - Acilia - Рим
- Museum Madonna del Divino Amore - Рим
- Pinacoteca dell'Antoniano - Болонья
- Alassio - Muretto degli artisti
- Pinacoteca Comune di Albano di Lucania - Потенца
- Museum della Resistenza di Domodossola - Новара
- Museum della Pinacoteca Comunale - Roseto degli Abruzzi - Терамо
- Museum della Pinacoteca Comunale di Giulianova - Терамо
- Pinacoteca del Comune di Tortoreto - Терамо
- Pinacoteca del Comune de L'Aquila - Л'Аквіла
- Pinacoteca del Comune di Tolentino - Мачерата
- Pinacoteca del Comune di Rieti - Рієті
- Pinacoteca di Arte contemporanea di Povoleto - Удіне (провінція)

### За Кордоном
- Будинок Гумору і Сатири в Габрово - Болгарія
- Bertrand Russel Foundation Art Gallery - Кембриджський університет (Велика Британія)
- Музей народних традицій Буковини - Румунія
- Staatsgalerie Stuttgart - Німеччина

## Вибрані нагороди
- 1963: Premio Targa D'Argento come fondatore del gruppo Gli Ellittici
- 1968: Award, Montecatini Terme
- 1969: Award and Gold Medal, Salsomaggiore Terme
- 1970: Mostra Collettiva, Parco dei Principi - Рим
- 1970: Gold Medal, Fiano Romano
- 1972: Silver Medal, P. Schweitzer - Модена
- 1973: Gold Medal, Comune di Cortina d'Ampezzo - Кортіна-д'Ампеццо
- 2012: Premio Van Gogh, Accademia Delle Avanguardie Artistiche - Палермо

## Цитати і коментарі критиків
- Gaetano Maria Bonifati [5] [6] [7]
- Maurizio Calvesi [8]
- Virgilio Guzzi [8] [9]
- Stanislao Nievo [10] [11]
- Mario Penelope [9] [11] [12]
- Guido Della Martora [5] [12] [13]
- Mario Monteverdi [5] [11] [12] [13]
- Ugo Moretti [5] [11] [12] [13]
- Gianni Gaspari ( TG2) [9] [13]
- Duilio Morosini [7] [8]
- Sergio Massimo Greci [3] [14]
- Mario Forti (GR3) [9]
- Anna Iozzino [15]
- C. Norelli [5] [12] [13]
- Augusto Giordano [9] [13]
- De Roberti [5] [12] [13]
- Vittorio Adorno [9]
- Francesco Boneschi [9]
- Federico Menna [9] [12]
- S. Di Dionisio [9]
- P.A. De Martino [9]
- Giulio Salierno [9] [11]
- Elio Mercuri [8]
- Dario Micacchi [8]